# Dwór Czarne w Jeleniej Górze
Dwór Czarne w Jeleniej Górze – zabytkowy dwór wybudowany w 1559 r. w dawnej wsi podmiejskiej Czarne, włączonej do Jeleniej Góry w 1973 r., położony w dolinie potoku Pijawnika.

## Historia
Caspar Schoff w 1559 r. rozpoczął budowę murowanego dworu, kamiennego, piętrowego z dziedzińcem, otoczonego murami obronnymi i wieżą bramną, wysuniętą przed lico murów obwodowych. Całość została otoczona nawodnioną fosą. Po Schaffgotschach dwór przejął w 1584 r. Gregorius von Kahlen. W 1606 r. właścicielem Czarnego został Friedrich von Nimptsch z Sokołowca. W lipcu 1623 r. we dworze wybuchł pożar. Z 1656 r. pochodzi wiadomość, że Ernst von Nimptsch ukończył budowę i rozbudowę dworu, który uzyskał kształt zbliżony do obecnego.
Prace remontowe prowadzone w latach 20. XVIII w. spowodowały likwidację renesansowych szczytów. W 1679 r. Ernst von Nimptsch sprzedał majątek Czarne miastu Jelenia Góra. W 1718 r. spłonęły bliżej nieopisane części zamku, które zdaniem Scholzego zostały odbudowane. Wtedy wieża otrzymała barokowy hełm znany z ryciny, a do skrzydła wschodniego dobudowano równoległy budynek o tej samej wysokości. Około 1885 r. nastąpiła przebudowa i modernizacja dworu; zredukowano bryłę o skrzydło wschodnie i rozebrano ściany szczytowe, a dachy otrzymały dzisiejszy wygląd dwuspadowy. Do przełomu wieku dzierżawcami majątku byli panowie Weidner i Marz. Od 1921 do 1945 r. mieszkała tu rodzina Rahm. W latach 1983–1987 przeprowadzono remont i rewaloryzację dworu. Obecnie obiekt użytkowany jest przez Fundację Kultury Ekologicznej.

## Architektura

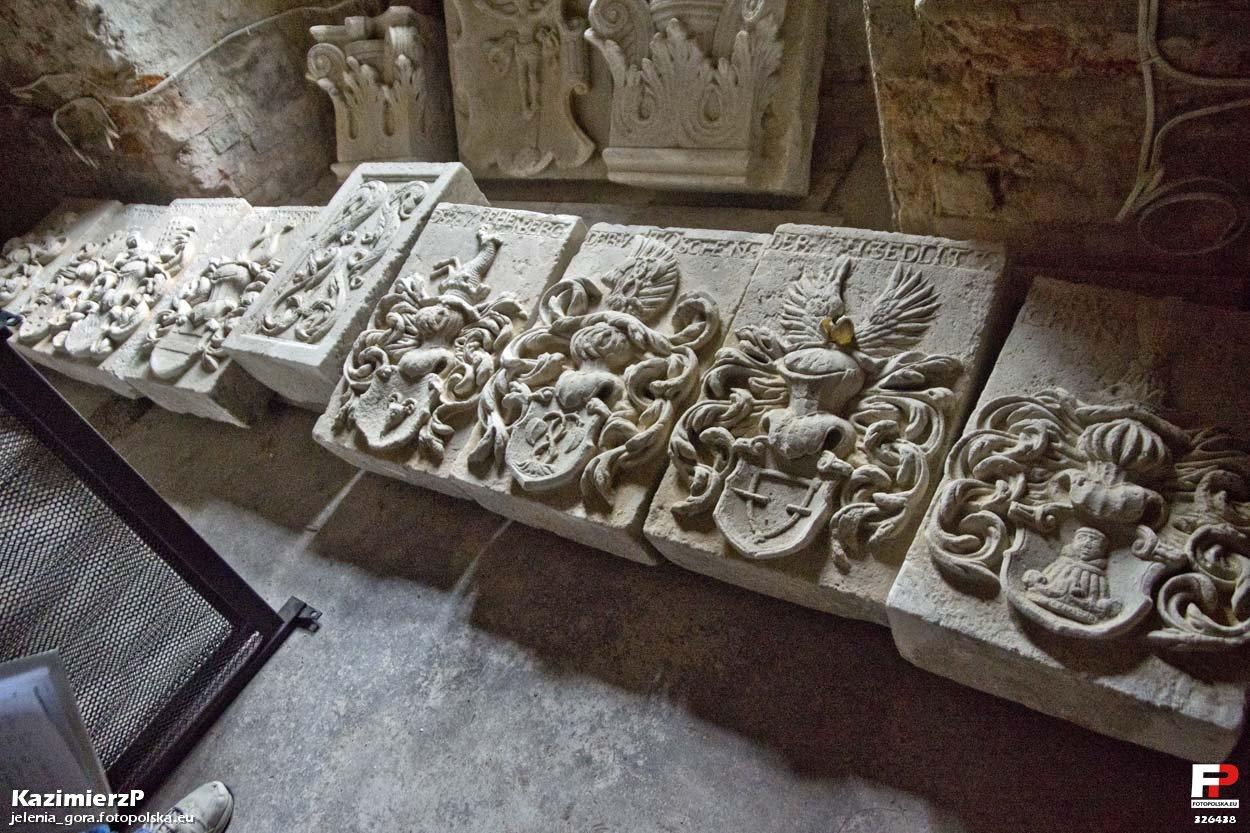
Fragmenty fryzu

Obiekt jest założony na czworokątnym rzucie z wewnętrznym dziedzińcem dostępnym przez most, bramę i ozdobny renesansowy portal, nad którym znajdował się fryz z ośmioma herbami szlacheckimi, od lewej von: Schaffgotsch, Hochberg, Liebeteller (Liebdaler), Reibnitz, Rechenberg, Stosch, Zedlitz, Talckenberg i dwie inskrypcje w j. łacińskim, których tłumaczenie brzmi: 1) Niech Pan błogosławi Cię i ochrania. O panie, rozjaśnij Twe święte oblicze nad nami i bądź nam łaskawy. O Panie, zwróć ku nam oblicze Twoje i daj nam pokój Twój 2) W tysiąc pięćset pięćdziesiątym dziewiątym roku, ja Kacper Schoff zwany Gotschem, z Chojnika i Karpnik na Czarnym Strumieniu, za łaską i pomocą wszechmogącego Boga ten dom budować zacząłem. Założenie obiegała głęboka fosa wypełniona wodą. Na osi kamiennego mostu, znajdowała się wieża bramną. Obiekt 4-skrzydłowy z wewnętrznym dziedzińcem. W jednym z narożników zachowała się wieża z kluczowymi otworami strzelniczymi. Wystrój architektoniczny dopełniają w fasadzie obramienia okienne profilowane w piaskowcu. Z wystroju wnętrza zachowały się sklepienia na parterze oraz bogato profilowane stropy drewniane. Na ścianach pozostały fragmenty renesansowych malowideł z motywami roślinnymi.

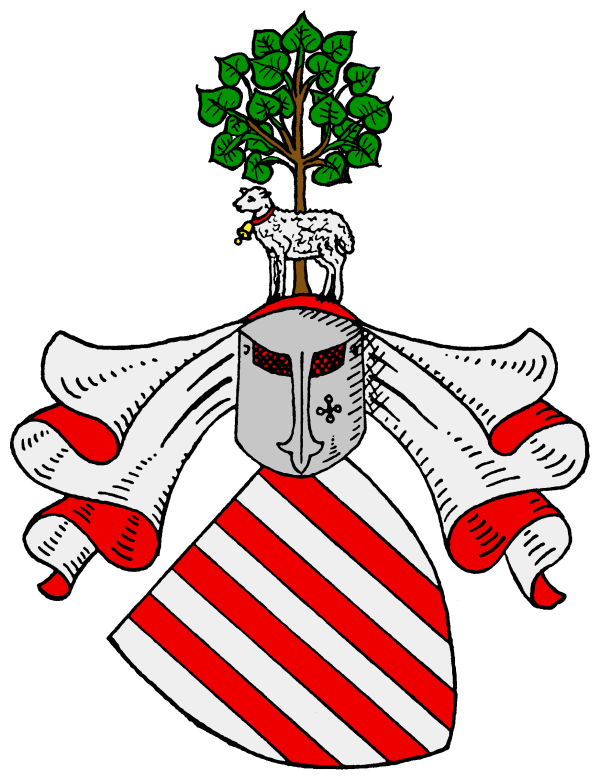
Schaffgotsch
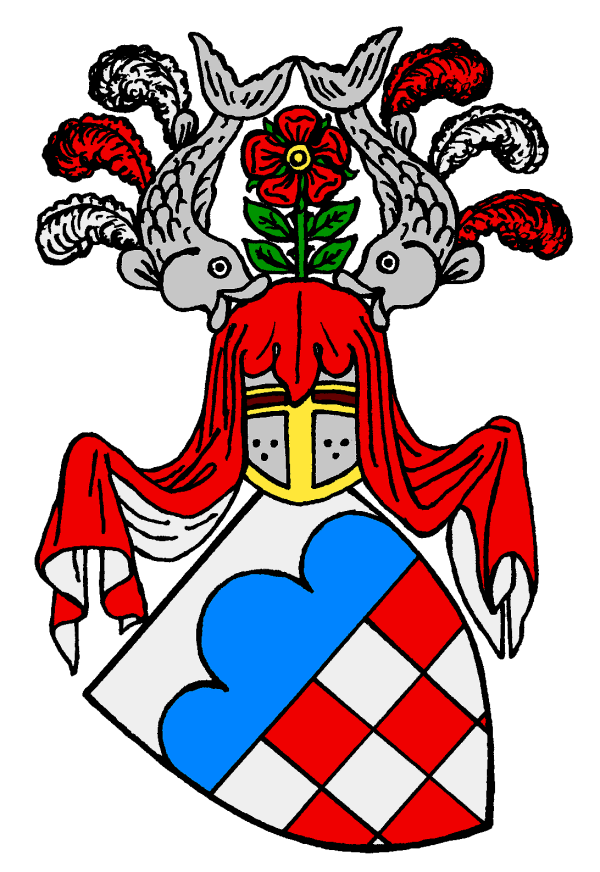
Hochberg
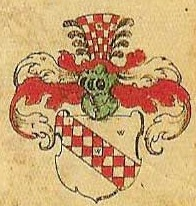
Liebdaler
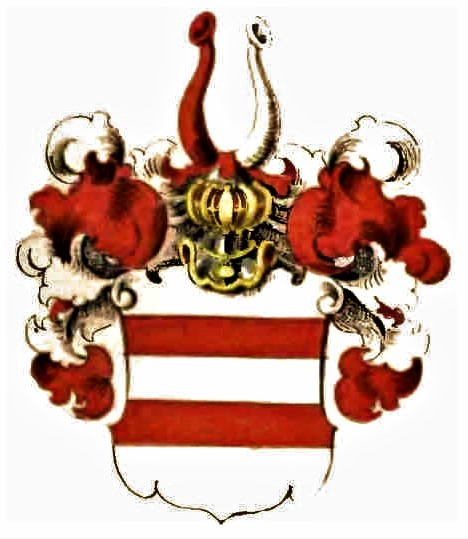
Reibnitz
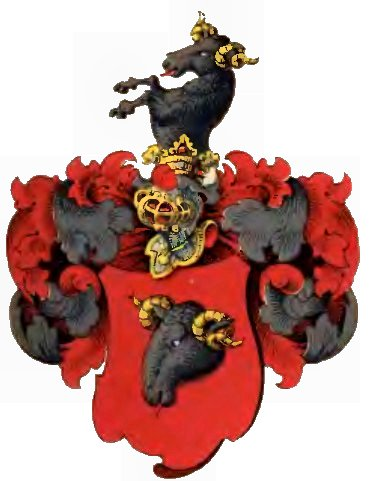
Rechenberg
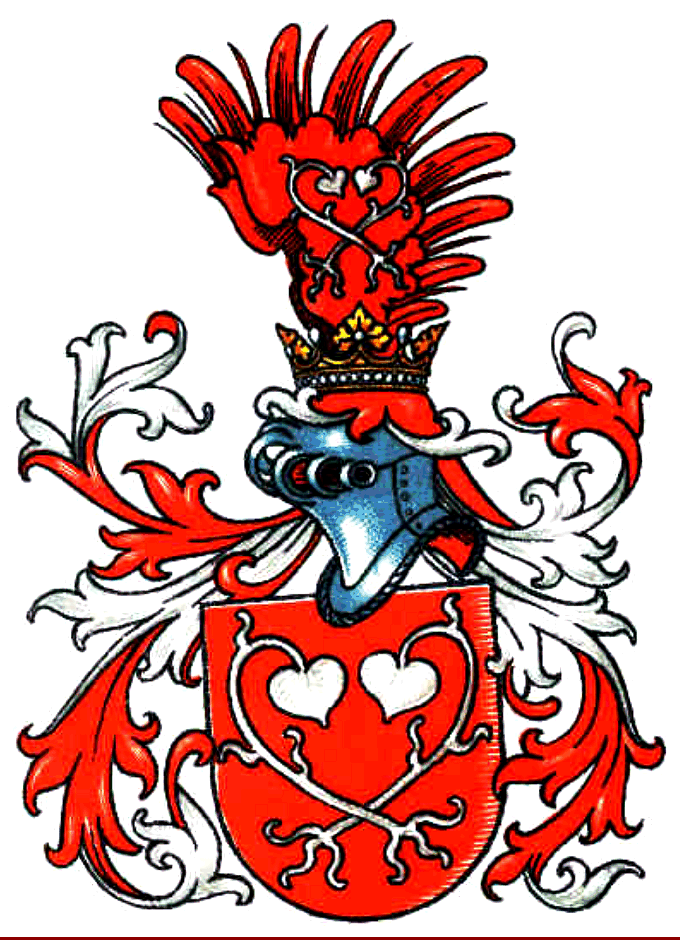
Stosch
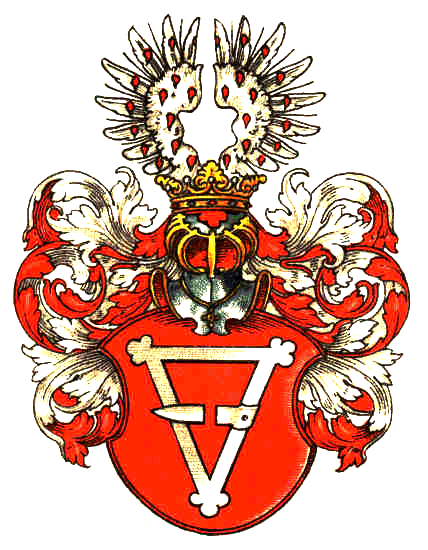
Zedlitz
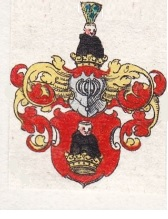
Talckenberg